# Гарматний порт

Приклад типового гарматного порту 36-фунтової батареї на кораблі 19-го століття. Кришка наполовину відкрита, з віконцем для спостереження та вентиляційним отвором, також показаним напіввідкритим. Порт відкривається шляхом потягування двох порт-шкентелів, які проходять з верхньої частини кришки і через корпус, та закривається, якщо потягнути порт-шкентелі, що протягнуті знизу кришки. Сама кришка порту має два шари: внутрішній шар з вертикальних дощок, що забезпечує структурну цілісність і водонепроникність, і зовнішній шар з горизонтальних дощок, що підігнані під зовнішній корпус. Короткий дашок над гарматним портом дає певний захист від стихії і запобігає заклинюванню кришки корпусу.

Гарматний порт — це отвір у борту корпусу корабля, вище ватерлінії, через який гармати, встановлені на гарматних палубах, вели вогонь. Місце появи цієї технології точно не відоме, але воно може бути простежено до кінця 15-го століття — початкового періоду застування артилерії у морській війні.

## Історія

### Походження
Однією з найбільш ранніх згадок про гарматні порти є зображення на мозаїці 1498 року португальської каравели з пробитими гарматними портами. У книзі, присвяченій облозі Родоса, надрукованій в Ульмі у 1496 році, згадується судно з десятьма гарматними портами.
У Португалії цей винахід приписується особисто королю Жуану II (1455—1495),, який вирішив озброїти свої каравели важкими гарматами, створивши, таким чином, перший модерний військовий корабель. Перші експерименти з новою зброєю були проведені в Сетувелі (сучасний Сетубал) на південь від Лісабона близько 1490 року. Навіть невеликі кораблі, озброєні таким чином, могли протистояти набагато більшим кораблям, озброєним звичайними невеликими вертлюжними гарматами.

#### Небезпека затоплення
У штормовому морі гарматні порти нижньої батареї повинні бути закриті, щоб морська вода не затопила гарматну палубу. Нижні порти створювали потенційний ризик затоплення корабля, і стали причиною низки корабельних аварій, таких як загибель Mary Rose в 1545 році і Vasa в 1628 році (ці кораблі також постраждали від поганої стабільності через надмірне завищення центру ваги). Вони затонули, коли раптові пориви вітру змусили їх нахилитися і відкриті нижні гарматні порти опинилися під водою, яка потрапила у середину корабля. Під час битви у затоці Кіберон два французькі лінійні кораблі  «Thésée» і «Superbe» були втрачені з подібної причини.
Французький термін sabordage («самозатоплення»), походить від sabord («гарматний порт»), що відображає можливість затоплення через них корабля.

### Пізній період

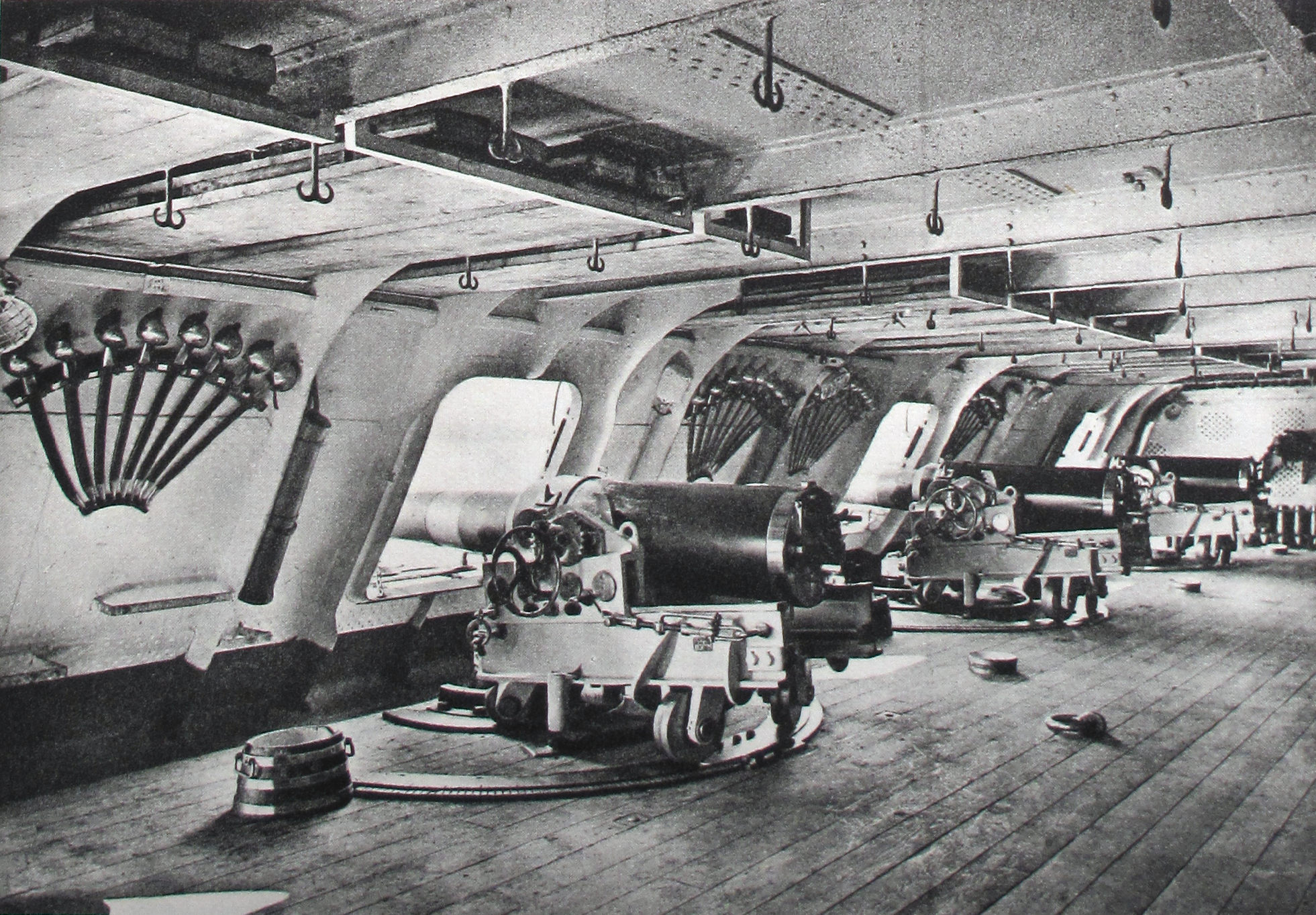
140-міліметрові гармати на гарматній палубі броненосця.

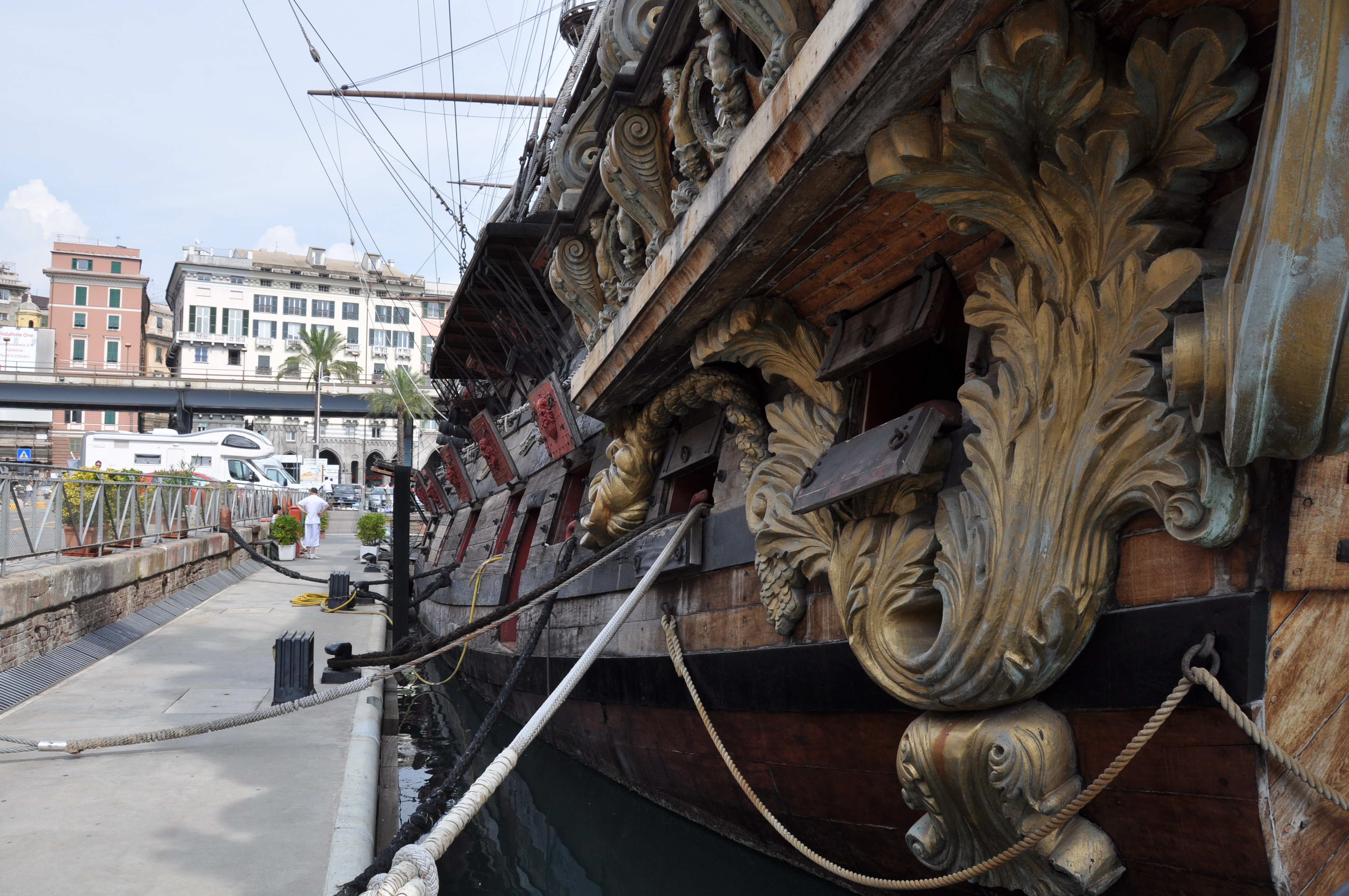
Порти галеона «Нептун» з одинарними стулками і полупортиками

Приблизно у середині 19 століття створення великих морських гармат, таких як гармати Пексана, призвело до необхідності встановлення їх на верхній відкритій палубі військових кораблів. Певний час на броньованих фрегатах нижні батареї з гарматними портами співіснували з цими важкими гарматами, але вони поступово програвали конкуренцію барбетам, де гармата встановлювалась на обертовій платформі, і зрештою гарматним баштам. У битві на рейді Гемптон-Роудс, де баштовий панцерник USS Monitor успішно протистояв більшому батарейному панцернику CSS Virginia, що і стало провісником цієї тенденції.
Дещо змінена концепція гарматного порту деякий час збереглася на броненосцях з центральною батареєю і казематах, а також на допоміжних батареях лінійних кораблів — пре-дредноутів і дредноутів, призначених для відбиття атак міноносців.

## Конструкція
Порти ззовні закривалися кришками-віконницями. Частіше вони були одностулковими, хоча існували й двостулкові (які також називалися полупортиками), з верхньо-нижнім, рідше бічним розташуванням стулок. Закриття кришки здійснювалося за допомогою прив'язаного до неї порт-шкентеля, а підняття — за допомогою порт-талів, один кінець яких кріпився до просиленого через борт шкентеля, а другий — до гака на бімсі.

## Фальшиві порти
Фальшиві порти чи лось-порти (від нід. los — «марний, порожній») нафарбовувалися на бортах купецьких суден з метою уведення в оману піратів.